# Viðar Örn Kjartansson
Viðar Örn Kjartansson (* 11. März 1990 in Selfoss) ist ein isländischer Fußballspieler. Der Stürmer, der in seiner bisherigen Karriere in seinem Heimatland sowie in Norwegen, China, Schweden und Israel in der jeweils höchsten Spielklasse auflief, debütierte 2014 für die isländische Nationalmannschaft. 2013 war er Isländischer, 2014 Norwegischer Torschützenkönig. Zurzeit spielt er in der isländischen ersten Liga für KA Akureyri.

## Werdegang
Viðar Örn entstammt der Jugend des UMF Selfoss. 2006 debütierte er in der drittklassigen 2. deild karla in der Wettkampfmannschaft des Klubs. Am Ende der folgenden Spielzeit stieg er mit dem Klub in die 1. deild karla auf. Dort verpasste er mit der Mannschaft als Tabellendritter nur knapp den Durchmarsch in die Úrvalsdeild karla. Mit acht Saisontoren hatte er jedoch auf sich aufmerksam gemacht und wechselte daher Anfang 2009 zu ÍBV Vestmannaeyjar in die erste Liga. Hier blieb er jedoch nur eine Spielzeit und kehrte anschließend zum UMF Selfoss zurück, der mittlerweile aufgestiegen war. Mit dem Klub verpasste er den Klassenerhalt, war aber mit 16 Saisontoren ein Garant für den direkten Wiederaufstieg. Zwar erzielte er in der höchsten Spielklasse sieben Tore, erneut beendete er jedoch mit der Mannschaft die Spielzeit auf einem Abstiegsplatz. Daher zog er innerhalb der Meisterschaft zu Fylkir Reykjavík weiter. Mit 13 Saisontoren platzierte er sich gleichauf mit Atli Viðar Björnsson und Gary Martin an der Spitze der Torschützenliste.
Im Dezember 2013 nahm der norwegische Klub Vålerenga Oslo Viðar Örn unter Vertrag, der einen bis Ende 2016 gültigen Kontrakt unterzeichnete. Nachdem er bereits für diverse isländische Juniorenauswahlen aufgelaufen war, debütierte er im Mai 2014 wenige Wochen nach seinem Debüt in der Tippeligaen gegen Österreich in der A-Nationalmannschaft. Unter Trainer Kjetil Rekdal trat er auch bei seinem neuen Verein als torgefährlicher Angreifer in Erscheinung. Bis zum Saisonende erzielte er mit 25 Saisontreffern nahezu die Hälfte der 59 Saisontore des Klubs aus der norwegischen Hauptstadt. Als Torschützenkönig distanzierte er zudem den zweitplatzierten Christian Gytkjær vom FK Haugesund um zehn Treffer. Als Tabellensechster verpasste der Verein jedoch den Einzug in den Europapokal. Zwar hielt er sich parallel im weiteren Kreis der Nationalmannschaft, etablierte sich jedoch nicht als Stammspieler.
Nach nur einer Spielzeit verließ Viðar Örn Norwegen und ging nach China. Dort lief er fortan für Jiangsu Suning in der Chinese Super League auf, mit neun Saisontoren war er klubintern einer der besten Torschützen. Während in der Meisterschaft der neunte Tabellenplatz belegt wurde, gewann er mit dem Klub nach einem 0:0-Remis und einem 1:0-Erfolg nach Verlängerung in den Finalspielen gegen Shanghai Shenhua den Landespokal. Dabei stand er jeweils in Hin- und Rückspiel in der Startelf, beim Rückspiel wurde er kurz vor Ablauf der regulären Spielzeit von Trainer Dan Petrescu gegen den späteren Torschützen Sammir ausgetauscht.
Ende Januar 2016 kehrte Viðar Örn nach Europa zurück und unterzeichnete beim schwedischen Verein Malmö FF einen Drei-Jahres-Vertrag. Auch hier zeichnete er sich als regelmäßiger Torschütze aus. Im März bestritt er zwar sein neuntes Länderspiel für die isländische A-Nationalmannschaft, im Sommer des Jahres gehörte er jedoch – wenngleich auch in der Allsvenskan zu diesem Zeitpunkt in der Spitzengruppe der Torschützenliste – nicht zum Kader bei der Europameisterschaftsendrunde 2016. Nach 14 Toren in zwanzig Spielen bis Ende August wechselte er kurz vor Ende der Sommertransferperiode zu Maccabi Tel Aviv, wo er einen Vier-Jahres-Vertrag unterzeichnete. Diesen füllte er aber nicht aus, nur zwei Jahre verbrachte er in Israel. Er wechselte nach Russland zum FK Rostow, in 8 Spielen gelang ihm kein Tor, und demzufolge waren drei Leihperioden. Nach Leihen bei Hammarby IF, Rubin Kasan, Yeni Malatyaspor. In Norwegen führte er seine Karriere fort, zwei Jahre verbrachte der Isländer bei Valerenga Oslo. Nach Stationen bei Atromitos Athen und ZSKA Sofia, wechselte er 2024 wieder zurück in die Heimat zu KA Akureyri.